# Lucene
Apache Lucene è una API gratuita ed open source per il reperimento di informazioni inizialmente implementata in Java da Doug Cutting. È supportata dall'Apache Software Foundation ed è resa disponibile con l'Apache License. Lucene è stata successivamente reimplementata in Perl, C#, C++, Python, Ruby e PHP.
Sebbene concepita per realizzare applicazioni che necessitano di funzionalità di indicizzazione e ricerca full text, Lucene è molto nota ed usata per la realizzazione di motori di ricerca sia sul World Wide Web che sulle Intranet private. Questo ha portato all'affermazione di una percezione del prodotto come di un motore di ricerca dotato di web spider e parser HTML. In realtà l'utilizzo di Lucene richiede che tali moduli siano forniti esternamente.
I dati gestiti da Lucene sono rappresentati come documenti (document) dotati di campi (fields) testuali. Questa genericità consente di realizzare, con le API di Lucene, prodotti indipendenti dal formato dei file: possono essere indicizzati con Lucene testi in PDF, HTML, Microsoft Word così come in ogni altro tipo di file dal quale sia possibile estrarre informazioni.
Lucene è stato re-implementato (o è in corso di re-implementazione) anche in C, C++, Delphi, C#/.NET, Perl, Ruby, PHP e Common Lisp.
Il software Apache Tika per la ricerca testuale è stato per un periodo un sottoprogetto di Lucene, prima di diventare autonomo nel 2007.

## Software che utilizzano Lucene
- Wikipedia usa Lucene per le ricerche full-text.
- Beagle usa come indicizzatore una versione di Lucene riscritta in linguaggio C# chiamata Lucene.net.
- DSpace usa Lucene.
- CNET usa Lucene per le ricerche nelle sue categorie di prodotti.
- Nutch è un motore di ricerca completo che usa Lucene.
- Zimbra groupware incorpora Lucene.
- ANts P2P usa Lucene per l'opzione "cerca".
- Alfresco, CMS aziendale opensource.
- La Repubblica utilizza Lucene (tramite Solr) per le ricerche full-text e il faceted/browsing nel servizio annunci.

Una lista più esaustiva di software che usano Lucene è presente nella pagina PoweredBy della wiki di Lucene.